# Avenida El Tintal
La Avenida El Tintal una arteria vial que recorre de norte a sur el occidente de Bogotá (Colombia). Actualmente se encuentra en operación un tramo en la localidad de Bosa y parte de Kennedy bajo el nombre de Avenida Carrera 89

## Nombre
Esta avenida recibió originalmente el nombre de El Tintal por ubicarse en la extinta laguna homónima entre los ríos Fucha y Tunjuelo, actualmente compartida por las localidades de Kennedy y Bosa, en donde la primera está la ciudadela creada en 2002 y en segunda, la UPZ Tintal Sur.
Con el inicio del proceso de ampliación hacia el norte, el nombre de la vía cambió al corredor vial Tintal-Alsacia-Constitución en 2017 debido a la ampliación de la vía hasta la Avenida Alsacia (Calle 12) y la Avenida Constitución. Posteriormente, en 2019 se incorporó esta via al sistema Avenida Guayacanes al incorporar el tramo entre  las avenidas Villavicencio y Bosa.

## Trazado
Desde el norte el trazado empieza en realidad en la Avenida Alsacia (por el cual procede desde la Carrera 69 en el oriente siendo parte del sistema Guayacanes) y prosigue al sur con la nomenclatura de Carrera 89 pasando por barrios como El Tintal, Taironas, Altamar, Barranquillita y Patio Bonito hasta la Avenida Villavicencio, donde se transforma en Carrera 89B que sirve de límite de barrios como Las Margaritas, Bosa Brasil, Bosa La Cabaña, Arboleda, Bosa La Libertad y Santiago de las Atalayas hasta llegar a Bosa Margaritas donde se cruza con la Avenida Bosa.

En un futuro, se ampliará  en su parte norte Avenida Centenario en la localidad de Fontibón, mientras hacia el sur después de la Calle 63 sur la vía pavimentada se ensancha hasta Calle 73 sur en Villas del Progreso y luego se fija su ampliación hacia los sectores de Campo Verde y Potreritos y así como en los predios del Plan parcial del Edén (vereda San Bernardino), donde se avanzaría hasta el municipio de Soacha, donde actualmente la nomenclatura correspondiente a la Carrera 42 se halla en Ciudad Verde.
Destaca en medio de su trayecto una ciclovía que la conecta con las del resto de Bogotá.

## Sitios de interés
- Colegio Agustiniano Tagaste
- Unidad de Servicios de Salud Patio Bonito-Tintal (cercano)
- Parque Gibraltar (cercano)
- Supermercado Metro Bosa (Cencosud)
- Canales Alsacia, La Magdalena, Castilla, Américas, Calle 38 Sur, Tintal III y IV
- Parques Lineal del Tintal y Las Margaritas
- IED Nelson Mandela y Leonardo Posada (este último a futuro)
- Humedal La Isla (a futuro)

## Intersecciones
En cursiva, las intersecciones futuras
| Ciudad (nomenclatura) | Localidad/Comuna                                   | Intersecciones                                                                                        |
| --------------------- | -------------------------------------------------- | --- |
| Bogotá (Carrera 89B)  | Fontibón                                           | - Avenida Centenario (Calle 13)                                                                       |
| Bogotá (Carrera 89B)  | Kennedy                                            | - Avenida Alsacia (Calle 12) - Calle 10 - Calle 9 - Calle 6 - Avenida Villavicencio (Calle 43 sur)    |
| Bogotá (Carrera 89B)  | Bosa                                               | - Avenida Primero de Mayo (Calle 54 sur) - Calle 56f sur - Calle 59 sur - Avenida Bosa (Calle 63 sur) |
| Soacha (Carrera 42)   | Corregimiento 2 (en Bosatama) Comuna 3 La Despensa | - Vía rural de Bosatama - Calle 37 - Avenida Potrero Grande                                           |

## Rutas SITP

### Alimentadores
F   Portal Américas
- 9-2 Metrovivienda[4][5]: Tiene paraderos de desalimentación costado occidental en esta avenida entre las calles 49 a 58 sur para luego adentrarse a los barrios Bosa Las Margaritas y Ciudadela El Recreo y retorna en alimentación por el costado oriental de esta misma vía para regresar al Portal. En esta ruta en hora pico no tiene paraderos ya que pasa de largo hacia los barrios citados.
- 9-5 Avenida Tintal[6]: Tiene paraderos de desalimentación costado occidental en esta avenida entre las calles 49 a 58 sur para luego adentrarse a los barrios El Regalo, Granja Rinconcito y San Bernardino XV y retorna en alimentación por el costado oriental de esta misma vía para regresar al Portal.